# 蔵多山
蔵多山（くらたやま）は、揖宿山地に属する標高475.4メートルの山である。鹿児島県南さつま市と枕崎市との境界付近に位置する。

## 概要
スギ、ヒノキ、マツなどの人工林に覆われた場所が多いが山頂付近にはシイ、イスノキ、クロキなどの天然林も見られる。古第三紀に海底に堆積した四万十層群と呼ばれる地層に花崗岩が貫入してホルンフェルスが形成された地質構造となっている。蔵多山付近で産出される蔵多石はこのホルンフェルスである。蔵多山の北部では砂鉄を産出し、製鉄が行われていた。また、南部には鹿篭金山と呼ばれる金の鉱山があった。中世において重要な港であった坊津と鹿児島城とを結ぶ街道が通っており、商品を保管するために多くの蔵が建てられていたと言われている。蔵置山とも呼ばれていた。

## 枕崎テレビ・FM中継局
枕崎市側の頂上には鹿児島県内のテレビ局とFMラジオ放送局の中継局が設置されており、南薩（南薩摩）方面の基幹中継局として機能している。枕崎中継局（まくらざきちゅうけいきょく）として知られる。

### 地上デジタルテレビジョン放送送信設備
枕崎市東鹿篭3648に設置。鹿児島県内初の地上デジタル放送中継局として、鹿屋中継局・阿久根中継局・蒲生中継局とともに2007年10月1日に開局した。同年7月30日に総務省九州総合通信局より放送予備免許が交付され、8月2日から試験電波の送信を、9月19日の15時（日本標準時）から試験放送を実施した。
MBCとKKBにおいては、紫原の鹿児島本局から木床中継基地（TTL中継局。南九州市・鹿児島市境付近）を経由した電波を中継している。MBCの中継局はアナログ中継局を継続使用しており、送信アンテナは2007年7月17日に設置された。MBCの電波は種子島中継局と南種子中継局にも中継され、特に南種子中継局からは奄美群島方面にも伝送されている。
遠くは約160キロメートル離れたトカラ列島（十島村）の口之島でも共同受信されていたが、受信状況が不安定であったため2011年度中に受信対象を中之島中継局に切り替えることとなった。
| ID | 放送局名             | 物理 チャンネル | 空中線 電力 | ERP  | 放送対象地域 | 放送区域 内世帯数 | 偏波面   | 開局日         |
| -- | -------------------- | --------------- | ----------- | ---- | ------------ | ----------------- | -------- | -------------- |
| 1  | MBC 南日本放送       | 20              | 30W         | 870W | 鹿児島県     | 41,453世帯        | 水平偏波 | 2007年 10月1日 |
| 2  | NHK 鹿児島教育テレビ | 24              | 30W         | 570W | 全国         | 41,453世帯        | 水平偏波 | 2007年 10月1日 |
| 3  | NHK 鹿児島総合テレビ | 22              | 30W         | 510W | 鹿児島県     | 41,453世帯        | 水平偏波 | 2007年 10月1日 |
| 4  | KYT 鹿児島讀賣テレビ | 39              | 30W         | 870W | 鹿児島県     | 41,453世帯        | 水平偏波 | 2007年 10月1日 |
| 5  | KKB 鹿児島放送       | 41              | 30W         | 880W | 鹿児島県     | 41,453世帯        | 水平偏波 | 2007年 10月1日 |
| 8  | KTS 鹿児島テレビ放送 | 37              | 30W         | 870W | 鹿児島県     | 41,453世帯        | 水平偏波 | 2007年 10月1日 |

- 地上デジタル218chにおいては、地上デジタル放送Gガイドで提供されている番組表データが放送されており、物理チャンネル20chのMBCの放送波で送信されている。受信機の選局順ではKTS（地上デジタル081ch及び同082ch）の後になっている。

### アナログテレビ放送送信設備
MBCは1964年10月1日に、KTSは1970年3月28日に、KKBは1982年10月1日に、KYTは1994年4月1日（KKBとKYTは放送局の開局と同時）にそれぞれ開局。全局2011年7月24日に廃局された。KTSの中継局は、蒲生中継局からの電波を離島方面の中継局へ伝送する役割も担っていた。
| チャンネル | 放送局名             | 空中線 電力       | ERP                  | 放送対象地域 | 放送区域 内世帯数 | 偏波面   |
| ---------- | -------------------- | ----------------- | -------------------- | ------------ | ----------------- | -------- |
| 4          | NHK 鹿児島総合テレビ | 映像100W /音声25W | 映像155W /音声39W    | 鹿児島県     | 不明              | 垂直偏波 |
| 6          | MBC 南日本放送       | 映像30W /音声7.5W | 映像150W /音声38W    | 鹿児島県     | 不明              | 垂直偏波 |
| 9          | NHK 鹿児島教育テレビ | 映像100W /音声25W | 映像155W /音声39W    | 全国         | 不明              | 垂直偏波 |
| 26         | KYT 鹿児島読売テレビ | 映像300W /音声75W | 映像8kW /音声2kW     | 鹿児島県     | 不明              | 水平偏波 |
| 31         | KKB 鹿児島放送       | 映像300W /音声75W | 映像8kW /音声2kW     | 鹿児島県     | 不明              | 水平偏波 |
| 33         | KTS 鹿児島テレビ放送 | 映像300W /音声75W | 映像9.7kW /音声2.4kW | 鹿児島県     | 不明              | 水平偏波 |

### FMラジオ放送送信設備
エフエム鹿児島は南薩方面（いちき串木野市以南）、種子島の西半分、屋久島の北側（旧上屋久町）および甑島列島を放送エリアとする。
MBCラジオはFM補完中継局として2015年10月14日に免許が交付され、11月1日に本放送を開始した。
NHK-FMとエフエム鹿児島のERPはかつては両局とも130Wであったが、2015年現在はNHK-FMが140W、エフエム鹿児島が125Wにそれぞれ変更されている。
| 周波数 （MHz） | 放送局名                | 空中線電力 | ERP  | 放送対象地域 | 放送区域 内世帯数 | 偏波面   |
| -------------- | ----------------------- | ---------- | ---- | ------------ | ----------------- | -------- |
| 76.6           | エフエム鹿児島（μFM）   | 100W       | 125W | 鹿児島県     | 49,267世帯        | 垂直偏波 |
| 84.7           | NHK鹿児島FM放送         | 100W       | 140W | 鹿児島県     | -                 | 垂直偏波 |
| 94.8           | 南日本放送（MBCラジオ） | 100W       | 400W | 鹿児島県     | -                 |          |